# Joaquín María García Díez
Joaquín María García Díez, né le 16 septembre 1954, est un homme politique espagnol membre du Parti populaire (PP).
Il est élu député de la circonscription de Lugo lors des élections générales de mars 2004.

## Biographie

### Vie privée
Il est marié et père de trois filles.

### Profession
Il possède une licence en sciences biologiques.

### Activités politiques
Il est adjoint au maire de Lugo de 1991 à 1995 puis maire de cette ville de 1995 à 1999. Il est membre de la Junte directive du Parti populaire de Lugo et de Galice.
Le 14 mars 2004, il est élu député pour Lugo au Congrès des députés et réélu en 2008, 2011, 2015 et 2016.